# ولکینکا
ولکینکا (به لاتین: Velekinca}} یک منطقهٔ مسکونی در صربستان است که در گنییلان واقع شده‌است.